# Aansluiting (landmeetkunde)
Aansluiting in de landmeetkunde of geodesie is het op elkaar afstemmen van twee coördinatenbestanden of het afstemmen van nieuwe landmeetkundige metingen met een bestaand coördinatenbestand door middel van aansluitingspunten zodat een consistent bestand in één geodetisch coördinatensysteem verkregen wordt.
In het geval van nieuwe metingen worden deze eerst als vrij netwerk vereffend (vereffening in fasen). Waardoor het aansluitingsprobleem ook hier als de aansluiting van twee coördinatenbestanden gezien kan worden. Om consistente coördinaten te verkrijgen is naast een gelijkvormigheidstransformatie ook aanpassing van de coördinaten noodzakelijk en dus van de vorm van één of beide coördinatenbestanden. Om de transformatie en vormaanpassing te bepalen met kleinstekwadratenvereffening worden punten gebruikt die in beide coördinatenbestanden voor komen. Dit worden aansluitingspunten, paspunten (in de fotogrammetrie) of verbindingspunten genoemd. De overige punten die in slechts een van de coördinatenbestanden voorkomen worden vrije punten genoemd. De aanpassing van de vrije punten wordt bepaald door de covariantie van deze punten met de aansluitingspunten. Wanneer de vorm van een van beide coördinatenbestanden door middel van randvoorwaarden vastgehouden wordt, spreekt men van een pseudo-kleinstekwadratenaansluiting. Voor coördinatenbestanden van grote gebieden geeft dit soms grote vormaanpassingen. Om dit te voorkomen kunnen lokale gelijkvormigheidstransformaties of één niet-gelijkvormige transformatie toegepast worden, bijvoorbeeld met interpolatie van een correctiegrid, zoals bij de transformatie tussen RD en ETRS89.